# When Dream and Day Unite
When Dream and Day Unite (abreviado WDADU o WD&DU) es el álbum debut de estudio lanzado por Dream Theater, el 6 de marzo de 1989. Fue grabado en el verano de 1988 en Kajem/Victory Studios en Gladwyne, Pensilvania, y es el único álbum de Dream Theater que tiene a Charlie Dominici como vocalista.
El 12 de marzo de 2002, una re-masterización 32-bit del álbum fue lanzada.
En el decimoquinto aniversario del álbum (2004), la alineación de ese año de Dream Theater interpretó el álbum completo en Los Ángeles, California, y en dos temas extra se unieron a la interpretación los invitados especiales Charlie Dominici y Derek Sherinian (ambos exmiembros de Dream Theater). La presentación entera fue grabada y luego lanzada en CD y DVD bajo el título When Dream And Day Reunite a través de la discográfica independiente de la banda YtseJam Records.

## Listado de canciones
1. "A Fortune in Lies" – 5:12 (música por Dream Theater, letra por Petrucci)
2. "Status Seeker" – 4:15 (Dream Theater, Dominici/Petrucci)
3. "Ytse Jam" – 5:43 (Dream Theater, instrumental)
4. "The Killing Hand" – 8:40 (Dream Theater, Petrucci)
  1. The Observance
  2. Ancient Renewal
  3. The Stray Seed
  4. Thorns
  5. Exodus
5. "Light Fuse and Get Away" – 7:23 (Dream Theater, Moore)
6. "Afterlife" – 5:27 (Dream Theater, Dominici)
7. "The Ones Who Help to Set the Sun" – 8:04 (Dream Theater, Petrucci)
8. "Only a Matter of Time" – 6:35 (Dream Theater, Moore)

Tiempo Total: 49:99

## Intérpretes
- Charlie Dominici – Voz
- Kevin Moore – Teclado
- John Myung – Bajo
- John Petrucci – Guitarras
- Mike Portnoy – Batería

## Actuación en las carteleras
Top Internet Albums:
- When Dream and Day Unite - #7 (re-masterización del 2002)

- Datos: Q752237